# Por el amor de Cesarina
Por el amor de Cesarina (título original en italiano Per amore di Cesarina) es una película italiana de comedia estrenada en 1976, coescrita y dirigida por Vittorio Sindoni y protagonizada en los papeles principales por Walter Chiari y Gino Bramieri.

## Sinopsis
Davide, administrador de una pensión en Cesenatico, y Vindice, comerciante de piensos agrícolas, son dos antiguos partisanos de la XII Brigata Matteotti. Los dos se encuentran casualmente después de treinta años. Poco a poco el primero se enamora de la hija de su amigo, Cesarina y se fuga con ella, pese a estar casado. 

## Reparto
- Walter Chiari como Davide Camporesi
- Gino Bramieri como Vindice Forattini
- Cinzia Monreale como Cesarina
- Valeria Moriconi como Elvira Camporesi
- Roberto Chevalier como Paolino Mariani
- Deddi Savagnone como Adalgisa
- Renato Pinciroli como Padre de Davide
- Armando Bandini como Empleado del Grand Hotel
- Maria Antonietta Beluzzi como Mujer de Luigi
- Aristide Caporale como Luigi
- Roberto Della Casa como Remigio
- Leonora Fabri como Actriz